# Вардар капия
Вардар капия, известна още като Топ хане (на гръцки: Φρούριο Βαρδαρίου, Τοπ-Χανέ, Крепостта Вардар, Артилерийската кула), е строена от Османците крепостна стена, част от Солунската крепост. Известна е още като Табак хане (πύργος Βυρσοδεψείων, Кулата на кожарския завод), заради множеството кожарски фабрики в района ѝ в началото на XX век. Днес Вардар капия е разположена във вътрешността на град Солун. По сведения на пътешественика Евлия Челеби е строена по заповед на Султан Сюлейман Великолепни от архитекта Синан при едно от посещенията му в града през зимата на 1546 година.
Главната порта на крепостта е разположена от северната страна, а в южния участък има три барутни депа, датирани с надписи от 1741 година, както и осмоъгълна кула от югозападната страна на крепостта. В югоизточния край на крепостта се намира Барелефната кула, получила името си от вградения в нея елинистичен орнамент, част в миналото от по-старите раннохристиянски и византийски укрепления.
В XXI век в крепостта край портата е разположена сградата на ИКА (ΙΚΑ), а на западната ѝ стена се намира Солунската съдебна палата.